# Тангтонг Гьялпо
Тангтонг Гьялпо (тиб. ཐང་སྟོང་རྒྱལ་པོ་, Вайли thang stong rgyal po) (1385—1464 или 1361—1485), известный также как Друбтхоб Чакзампа (тиб. ལྕགས་ཟམ་པ་, Вайли lcags zam pa) и Цундру Зангпо (тиб. བྲཙོན་འགྲུས་བཟང་པོ་, Вайли brtson 'grus bzang po) — буддийский учитель, всесторонний учёный и йог, преуспевший как врач, архитектор, инженер, кузнец и поэт.
Он известен тем, что спроектировал и построил 58 железных подвесных мостов по всему Тибету и Бутану, некоторые из которых используются до сих пор. По его проекту были построены крупные ступы необычного дизайна, в частности великий Кумбум в Чунг Ривоче. Он основал монастырь Гонгчен в Дэгэ. Он положил начало тибетской опере. Он ассоциировал себя с буддийскими школами Шангпа Кагью, Ньингма и Сакья.
Повсюду он инициировал активную деятельность по строительству монастырей и ступ, а также повсеместную добычу железа для строительства мостов.

## Биография
Тангтонг Гьялпо родился в Олпа Лхарце в верхнем Цанге в 1385 году (дерева и быка).
Всю жизнь он вёл активную деятельность в разных местах, содействуя развитию науки, культуры и буддийского учения.
Он стал особенно знаменит, основав тибетскую оперу Аче Лхамо, и развернув широкомасштабное строительство железных подвесных мостов по всем Гималаям. Для того, чтобы собрать деньги на строительство мостов, он создал труппу песни и танцев, в которой участвовало семь сестёр.
Тангтонг Гьялпо долгое время жил в Дэгэ, где основал крупный монастырь Гонгчен школы Сакья, при котором была открыта типография, ставшая крупнейшей тибетской типографией на много веков.
Тангтонг Гьялпо оборудовал дорогу через страну Конгпо, населённую племенем Ло, оттуда он доставлял железо для строительства мостов и проходов для тибетских паломников, направлявшихся в Цари, к юго-востоку Дакпо около индийской границы.
Традиция возвела его в ранг святого-покровителя театра, которого также называли 'безумец из Пустой страны' (lang-ston smyon-pa). Во время театральных постановок посередине сцены воздвигается алтарь, на котором восседает Тангтонг Гьялпо в виде старика с белой бородой, которому возносят поклоны.
Считается, что он построил 108 цепных мостов из железа (по другим источникам - 58 подвесных мостов и 118 паромные переправы через реки), наиболее знаменита переправа через реку Ярлунг Цанпо около посёлка Чюшю. Его изображают также как старца с седыми волосами, который соединяет элементы цепочек для моста.
Один из его подвесных мостов через реку Ярлунг Цанпо в 65 км от Лхаса существовал до 1948 года, однако требовал ремонта и перестал использоваться, а на его месте была оборудована переправа. Позднее в 100 метрах от него был построен новый мост. По описанию, основными элементами моста служили две толстых цепи, прикреплённые к крепким деревянным балкам, крепящимся на колоннах, на цепи были натянуты секции четырёхметровых верёвок, к которым прикреплялись деревянные дощечки размером 1 м x 30 см, такой мост был рассчитан на одного человека. Мост был длиной сто шагов.
К югу от моста Цанпо Тангтонг Гьялпо построил монастырь Чаксам Чуво Ри, где он проживал в центральном корпусе. В монастыре проживало 100 монахов, которые жили на плату за переправу через мост. Здесь же был построен кумбум — большой изящный чортен, в залах которого были выставлены реликвии. Кумбум не сохранился.
Его ученицей была Дордже Пагмо (1422—1455) Чоки Дронма, которую он смог распознать по божественным предсказаниям..
Он основал свою подшколу внутри школы Шангпа Кагью (shangs pa bka' brgyud). Из комбинации Шангпа Кагью и Джангтера (Byang gter) он создал синкретическую традицию Чакзампа (lCags zampa).

## Пребывание в Бутане
.

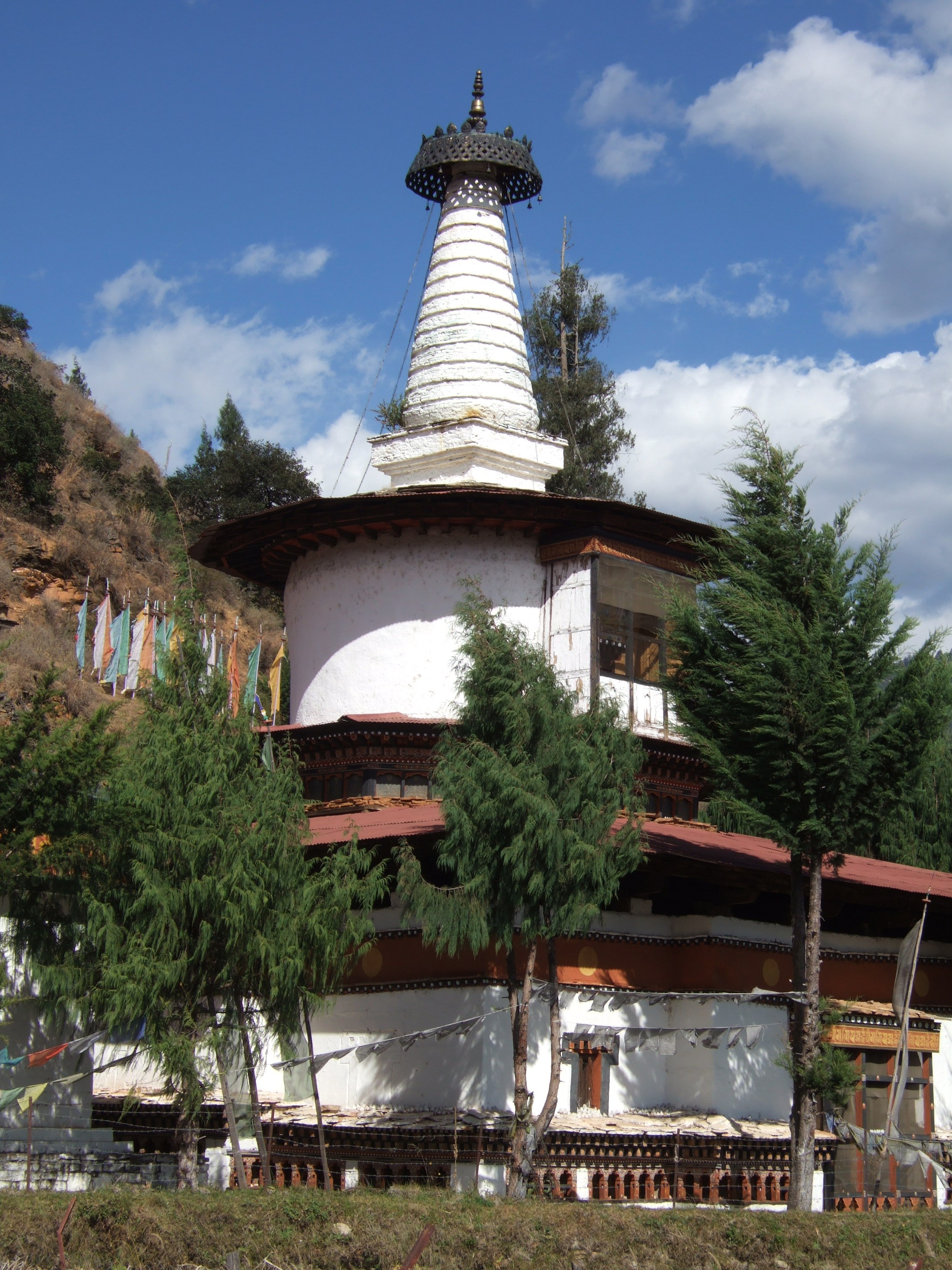
Дунце-лакханг, построенный Тангтонгом Гьялпо в Паро

В 1433 год Тангтонг Гьялпо с учениками направились в Пхари у бутанской границы, оттуда — в Паро в Бутан, в монастырь Таксанг-лакханг. Здесь он исполнил ритуал Ваджракилайи и имел видение, на основании которого он сформулировал представление о восьми классах идамов Херука (sgrub pa bka' brgyad) и соответствующих медитациях, посвящённых Ваджракумаре.
Ему явился девятиголовый змей (нага), охранявший пещеру Таксанг-лакханг, и объяснил, что ему Падмасамбхава передал свиток, который необходимо было отыскать. Он смог найти священное сочинение длиной в десять человеческих тел, которое было спрятано под скалой.
Проанализировав геомантические свойства гор вокруг Таксанг-лакханга, он обнаружил, что хребет имеет форму чёрной змеи, голова которой упирается в долину реки Паро-Чу. Там, где у змеи нос, он построил монастырь Дунце-лакханг в форме ступы, и объявил, что теперь все болезни от злых духов подавлены и долина свободна от проказы.

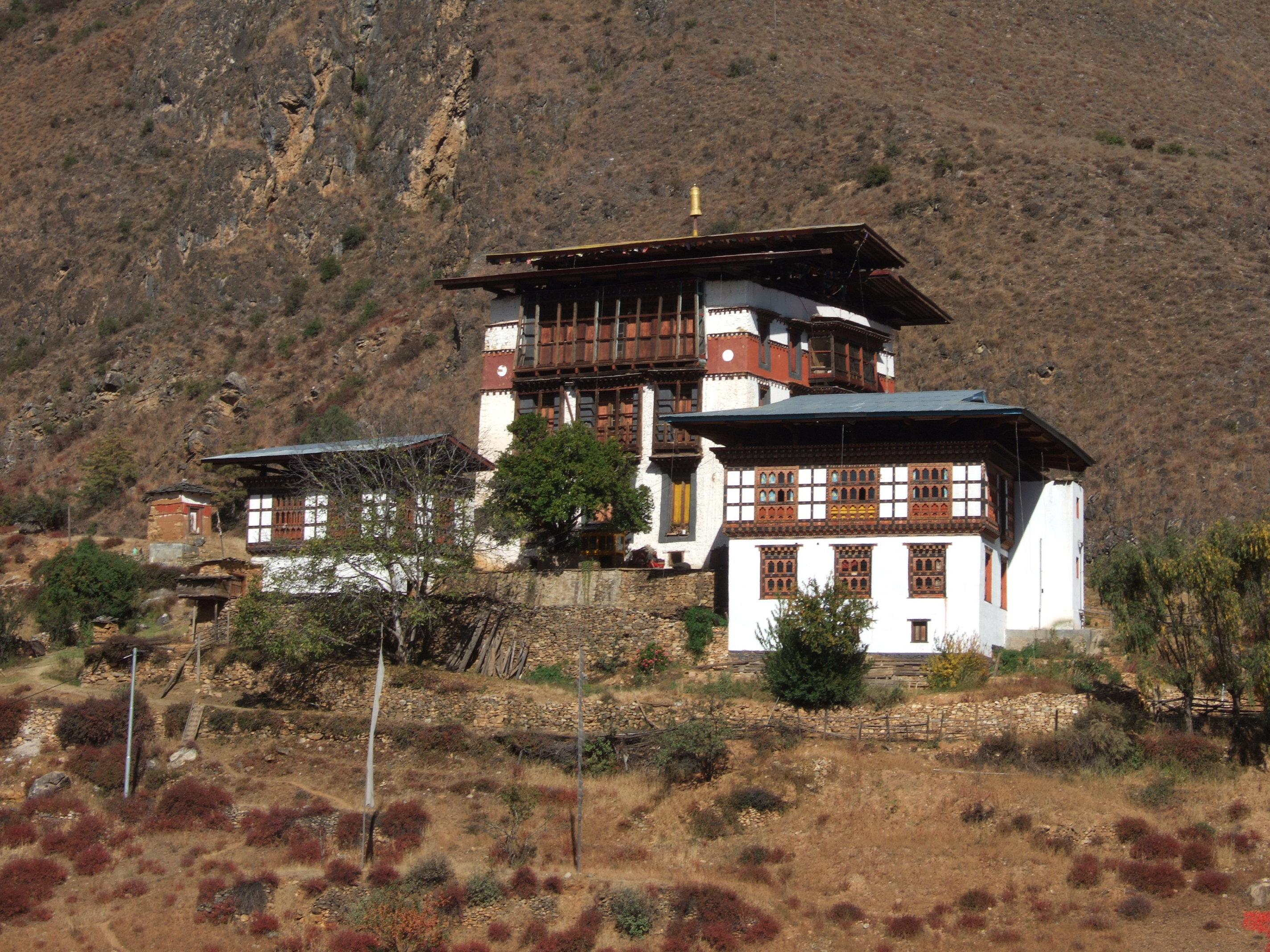
Тачог-лакханг — монастырь, основанный Тангтонг Гьялпо

Прибыв в местность Пхурдо, он увидел пятицветную радугу, на которой восседали будды Амитабха, Авалокитешвара и Падмасамбхава. Он объявил это место святым, подобно дворцу Потала в Лхаса. В Тамчоганге, у подножия горы Пхурдо, он основал монастырь Тачог-лакханг, и представил в нём священные образы тела, речи и ума Будды. Этот храм, находящийся напротив дороги из Паро, в 5 км перед Чудзомом, до сих пор управляется настоятелями из его потомков.
Он направился в Драванг Тенгчин, в котором состоятельный землевладелец Олаг поручил ему организовать водоснабжение, с чем он успешно справился, организовав подвод воды для домов, стада и ирригации.
Далее он прибыл в Гопхог и попросил у ламы Гьялцхена помочь ему достать большое количество железа.
Тот попросил его обосновать, зачем ему нужно так много железа, обещая дать сто слитков. Тогда Тангтонг Гьялпо попросил принести валун около моста, расколол его, ткнув в него пальцем, и показал спрятавшегося внутри скорпиона и множество вновь родившихся скорпиончиков. Он совершил молитву, и скорпионы исчезли, превратившись в радугу. Он пояснил, что в процессе самадхи он послал скорпионов в Сукхавати.
В Вундул Шари он поднялся на высокую крутую скалу, недоступную для восхождения, где пробыл около месяца. Он сказал, что пещеры в скале подобны местности Ташигоманг и подобны стране Шамбала на севере.
Далее он добывал железо в разных районах и занимался строительством и ремонтом железных мостов.
При этом он посещал долину Ха.
Потом он вернулся в Тибет в Дромо Дордже Гур.
Оттуда он поехал в Тхимпху, где построил железный мост в Бардронге. В районе Руэд и Кунзанглинг лама Тучен нашёл для него 250 слитков железа.
Он также построил монастырь Чивотокха-лакханг в районе Шар.
Собранное железо он отвёз в Паро и распределил по деревням работу для кузнецов по выковыванию элементов железных цепей и сочленений.
Через три месяца он имел уже 7000 железных звеньев, молотков и отливок. В Кевангпхуге и вокруг он построил несколько ступ для подчинения духов в этих районах. При этом было воздвигнуто много мостов, а также изображений Будд, ступ, медитационных центров, и подготовлено немало свитков сочинений.
Он отправился обратно в Пхари с тысяча четырьмястами повозками, гружёными железом, по пятьдесят слитков на каждой, для него снарядили также 700 повозок с чернилами, бумагой и другой утварью.

## Смерть
Согласно традиции, Тангтонг Гьялпо покинул своё тело и направился к небесам на 125-й год своей жизни в монастыре Ривоче.